# Viktor Parma
Viktor Parma, slovenski skladatelj in dirigent, * 20. februar 1858, Trst, † 25. december 1924, Maribor.

## Življenje
Rojen je bil v Trstu Slovencu Ivanu Parmi, policijskemu svetniku, in materi Matildi, rojeni de Mattel, sorodnici škofa J. J. Strossmayerja. Svojo mladost je Viktor Parma preživel v Benetkah, Trstu, Zadru, Novem mestu in Trentu na Južnem Tirolskem, kjer je na tamkajšnji gimnaziji maturiral. Na Dunaju je študiral pravo in hkrati obiskoval predavanja skladatelja Antona Brucknerja. Kot študent se je preživljal s poučevanjem glasbe, pričel pa je skladati svojo prvo opereto Princ Lizika. Ker je ni končal, je glasbo kasneje uporabil za opereto Caričine amazonke. Služboval je kot jurist v upravnih službah po raznih slovesnkih krajih, kot okrajni glavar v Litiji je bil leta 1915 prisilno upokojen. V večini krajev, kjer je delal, je organiziral tudi glasbeno življenje.  
Po končani prvi svetovni vojni, ki jo je preživel na Dunaju, je deloval kot zborovodja (častni kapelnik) v Mariboru. Umrl je za posledicami težke operacije v mariborski bolnici. Njegovo truplo so prepeljali v Ljubljano, kjer počiva na pokopališču pri Sv. Križu.
Po njem je poimenovana Parmova ulica za Bežigradom v Ljubljani.

## Delo
V skladateljskem smislu se je zgledoval po Verdiju, delno pa se je približal tudi verizmu. Ustvaril je več opernih in operetnih del ter bil doma najpopularnejši skladatelj svojega časa. Parma še danes velja za našega najplodovitejšegalja odrskoglasbenih del.

### Opere
- Urh, grof celjski - prva v celoti komponirana slovenska zgodovinska romantična opera v treh dejanjih (1895),
- Ksenija - opera v enem dejanju (1896),
- Stara pesem - opera v enem dejanju (1897),
- Zlatorog - opera v treh dejanjih (1919),
- Pavliha - komična opera v treh dejanjih; dokončal jo je Ivan Muhvić.

### Operete
- Caričine amazonke - opereta v treh dejanjih (1902),
- Nečak - opereta v treh dejanjih (1906),
- Venerin hram - opereta v treh dejanjih (1908),
- Zaročenec v škripcih - opereta v treh dejanjih (1917).

### Scenska glasba
- Rokovnjači (Fran Govekar) (1897),
- Legionarji (Fran Govekar) (1903),
- Mogočni prstan (Fran Milčinski) (1923).

### Ostala dela
- Godalni kvartet v a-duru (1922),
- balada Povodni mož za soliste, zbor in orkester (1911).